# Dutch Open 2003
Die Dutch Open 2003 im Badminton fanden vom 16. bis zum 21. September 2003 im Sportcentrum de Maaspoort in Den Bosch statt.

## Sieger und Platzierte
| Disziplin    | Gold                       | Silber                     | Bronze                        |
| ------------ | -------------------------- | -------------------------- | ----------------------------- |
| Herreneinzel | Lee Hyun-il                | Muhammad Hafiz Hashim      | Shon Seung-mo                 |
| Herreneinzel | Lee Hyun-il                | Muhammad Hafiz Hashim      | Lee Chong Wei                 |
| Dameneinzel  | Yao Jie                    | Dai Yun                    | Marina Andrievskaia           |
| Dameneinzel  | Yao Jie                    | Dai Yun                    | Jun Jae-youn                  |
| Herrendoppel | Ha Tae-kwon Kim Dong-moon  | Kim Yong-hyun Yim Bang-eun | Lee Dong-soo Yoo Yong-sung    |
| Herrendoppel | Ha Tae-kwon Kim Dong-moon  | Kim Yong-hyun Yim Bang-eun | Jim Laugesen Carsten Mogensen |
| Damendoppel  | Lee Kyung-won Ra Kyung-min | Hwang Yu-mi Lee Hyo-jung   | Gail Emms Donna Kellogg       |
| Damendoppel  | Lee Kyung-won Ra Kyung-min | Hwang Yu-mi Lee Hyo-jung   | Joo Hyun-hee Yim Kyung-jin    |
| Mixed        | Kim Dong-moon Ra Kyung-min | Kim Yong-hyun Lee Hyo-jung | Nathan Robertson Gail Emms    |
| Mixed        | Kim Dong-moon Ra Kyung-min | Kim Yong-hyun Lee Hyo-jung | Yim Bang-eun Yim Kyung-jin    |

## Finalresultate
| Disziplin    | Sieger                     | Finalist                   | Ergebnis         |
| ------------ | -------------------------- | -------------------------- | ---------------- |
| Herreneinzel | Lee Hyun-il                | Muhammad Hafiz Hashim      | 5-15, 15-8, 15-6 |
| Dameneinzel  | Yao Jie                    | Dai Yun                    | 13-10, 3-0 Aufg. |
| Herrendoppel | Ha Tae-kwon Kim Dong-moon  | Kim Yong-hyun Yim Bang-eun | 15-2, 15-2       |
| Damendoppel  | Ra Kyung-min Lee Kyung-won | Hwang Yu-mi Lee Hyo-jung   | 15-4, 15-9       |
| Mixed        | Kim Dong-moon Ra Kyung-min | Kim Yong-hyun Lee Hyo-jung | 15–4, 15–2       |